# Ђече
Ђече је насељено мјесто у општини Билећа, Република Српска, БиХ. Према попису становништва из 1991. у насељу је живјело 79 становника. На попису становништва 2013. године, према подацима Агенције за статистику Босне и Херцеговине пописано је 31 становника.

## Географија
Налази се на 577-616 метара надморске висине, површине 10,54 квадратних километара, удаљено око 17 километара од општинског центра. Припада мјесној заједници Плана. Разбијеног је типа, а засеоци су Брежина и Носовина. Смјештено је на крашком терену, окруженом узвишењима Велики и Мали рог, Качањ и Кукун. Атар, који обухвата неколико ливада и долина, богат је љековитим биљем, ниским растињем и високом шумом. На подручју села постоји неколико неистражених градина и гомила.

## Становништво
Према дефтеру из 1475/1477. власи катунара Поблаха Радованића имали су зимовалиште у мјесту званом Ђече. Село је 1879. имало 28 домаћинстава и 162 становника (139 муслимана и 23 православца); 1910. - 219 становника; 1948. - 83; 1971. - 90; 1991. - 79; 2013. - 12 домаћинстава и 28 становника (од којих 17 Срба). Према подацима са терена, 2020. у селу је било шест домаћинстава и 11 становника. Породица Вукоје слави Никољдан; Самарџић - Ђурђевдан. До 1992. у селу су живјеле муслиманске (бошњачке) породице: Авдић, Овчина и Ћатовић, док се породица Црнковић одселила послије Другог свјетског рата. Према предању, Ђатовићи су се доселили у другој половини 17. вијека, а породице Вукоје, Самарџић и Црнковић крајем истог вијека. Послије Другог свјетског рата дошли су Авдићи и Овчине. Током Другог свјетског рата страдало је 66 цивила и један борац Народноослободилачке војске Југославије. Становништво се углавном бави пољопривредом. У атару постоје два муслиманска гробља, а најближа православна гробља су у сусједним селима Лађевићи и Пађени. Најближа џамија и црква су у селу Плана. Ђече је електрифицирано 1972. године. Мјештани се водом снабдијевају са извора Качањ и из чатрња. Кроз атар пролази регионални пут Берковићи-Кривача.
| Националност       | 1991. | 1981. | 1971. | 1961. |
| Муслимани          | 73    | 78    | 73    |       |
| Срби               | 6     | 10    | 17    | 16    |
| Југословени        |       |       |       | 66    |
| остали и непознато |       |       |       |       |
| Укупно             | 79    | 88    | 90    | 82    |

| Демографија | Демографија | Демографија |
| Година      | Становника  | Становника  |
| ----------- | ----------- | ----------- |
| 1869.       | 162         |             |
| 1910.       | 219         |             |
| 1948.       | 83          |             |
| 1953.       | 80          |             |
| 1961.       | 82          |             |
| 1971.       | 90          |             |
| 1981.       | 88          |             |
| 1991.       | 79          |             |